# Cross City
Cross City é uma vila localizada no estado americano da Flórida, no condado de Dixie, do qual é sede. Foi incorporada em 1924.

## Geografia
De acordo com o United States Census Bureau, a vila tem uma área de 4,9 km², onde todos os 4,9 km² estão cobertos por terra.

### Localidades na vizinhança
O diagrama seguinte representa as localidades num raio de 32 km ao redor de Cross City.

## Demografia
Segundo o censo nacional de 2010, a sua população é de 1 728 habitantes e sua densidade populacional é de 354,9 hab/km². É a localidade mais populosa e a mais densamente povoada do condado de Dixie. Possui 845 residências, que resulta em uma densidade de 173,5 residências/km².